# Субрегіони Європи (ООН)
Геосхема ООН — система, за якою країни світу утворюють макрогеографічні регіональні та субрегіональні групи. Цю систему розробив Статистичний відділ ООН ґрунтуючись на системі кодування UN M.49.

## Східна Європа
- Білорусь
- Болгарія
- Чехія
- Угорщина
- Польща
- Молдова
- Румунія
- Російська Федерація
- Словаччина
- Україна

## Північна Європа
- Аландські острови
- Данія
- Естонія
- Фарерські острови
- Фінляндія
- Джерсі
- Ісландія
- Ірландія
- Острів Мен
- Латвія
- Литва
- Норвегія
- Сарк
- Шпіцберген і Ян-Маєн
- Швеція
- Сполучене королівство Великої Британії та Північної Ірландії

## Південна Європа
- Албанія
- Андорра
- Боснія і Герцеговина
- Хорватія
- Гібралтар
- Греція
- Італія
- Македонія
- Мальта
- Чорногорія
- Португалія
- Сан-Марино
- Сербія
- Словенія
- Іспанія
- Ватикан

## Західна Європа
- Австрія
- Бельгія
- Франція
- Німеччина
- Ліхтенштейн
- Люксембург
- Монако
- Нідерланди
- Швейцарія